# Una banda de chicas
Una banda de chicas es una película Argentina dirigida por Marilina Giménez y producida por Florencia Jaworowski. El guion original esta escrito por la directora en colaboración con Lucía Cavallotti. Se estrenó el 7 de noviembre de 2019 y tiene la participación de las bandas: Las Taradas, Kumbia Queers, Miss Bolivia, Yilet, Liers, Ibiza Pareo, Chocolate Remix, Kobra Kei, Sasha Sathya, She Devils y Las Kellies.

## Festivales
La película se estrenó en el 33ª Festival Internacional de Cine de Mar del Plata de 2018 y comenzó un recorrido por festivales de Róterdam, de San Francisco, Montreal,Bologna, Estocolmo y Lisboa, en cuyo festival Queer obtuvo el premio al mejor documental.

## Producción
Marilina Gimenez quería una película que reflejara y denunciara la situación de violencia y ninguneo de las bandas musicales ajenas a las integradas por varones que dominan los recitales, tanto del under como la festivalera. Esta música, cineasta, sonidista y bajista de la banda de pop electrónico Yilet, comenzó a investigar sobre otras bandas de chicas, mujeres, trans y lesbianas y a seguir, grabar y acompañar a las bandas de chicas del under local. Posteriormente, con la base del registro de muchas horas de material de mujeres músicas que eran muy diferentes entre sí, pero que padecían los mismos obstáculos profesionales, nació esta película que la directora califica como “mani¬fiesto musical…por nuestros derechos y un lugar igualitario en entornos dominados por varones”.

## Sinopsis
Partiendo de entrevistas y registros de recitales en vivo, la película recorre la escena musical femenina desde una perspectiva de género.

## Reparto
Intervinieron en la película los siguientes conjuntos:
- Las Taradas
- Kumbia Queers
- Miss Bolivia
- Yilet
- Liers
- Ibiza Pareo
- Chocolate Remix
- Kobra Kei
- Sasha Sathya
- She Devils
- Las Kellies

## Críticas
Romina Zanellato opinó:

”… un relato de desigualdad, música, noche y sexo… En Una banda de chicas también hay una crítica explícita al concepto de mujer y al uso que la industria hace de "la música de mujeres"; el documental abre discusiones, hace preguntas, y las deja al servicio del debate posterior."

Ezequiel Boetti en el sitio otroscines.com escribió:

”…referentes importantes de la escena local…recorren…sus historias personales y artísticas…atravesadas por la discriminación generalizada de una industria que históricamente miró de reojo a las mujeres…Ahí radica el núcleo más interesante de este documental, un poco esquemático en su estructura pero de enormes resonancias sociales. Porque…no es solo una experiencia plácida para melómanos: se trata también de un fresco social, político y cultural de indudable actualidad.”

Jane Fae en el sitio web eyeforfilm.co.uk dijo:

” no se trata de una película sobre una banda sino…sobre bandas…de chicas, en Argentina y en el extranjero, en toda su maravillosa, desafiante, provocativa, gloria musical ... Un tema clave al que … regresa una y otra vez es cómo las mujeres, al insertarse en la escena musical, no solo se basan en formas y tropos que ya están allí, sino que los llevan en direcciones completamente diferentes, haciéndolos propios. ...El avance a un nivel superior es que las mujeres adopten y creen sus propios estilos en géneros previamente asociados con los músicos masculinos: hard rock, punk, reggaeton…esto genera una nueva dinámica y nuevas preguntas. Un giro, que surge en no pocas letras, es que las mujeres no tienen miedo de tomar la delantera sexualmente: ser más asertivas, físicas. Exigir que sus parejas, de cualquier género, hayan pensado en su satisfacción y, alejarse si no lo hacen...Un documental fascinante.”